# Боркі-Вальковські
Боркі-Вальковські (пол. Borki Walkowskie) — село в Польщі, у гміні Осьякув Велюнського повіту Лодзинського воєводства.
Населення — 87 осіб (2011).
У 1975-1998 роках село належало до Серадзького воєводства.

## Демографія
Демографічна структура станом на 31 березня 2011 року:
|          | Загалом | Допрацездатний вік | Працездатний вік | Постпрацездатний вік |
| -------- | ------- | ------------------ | ---------------- | -------------------- |
| Чоловіки | 42      | 12                 | 24               | 6                    |
| Жінки    | 45      | 11                 | 25               | 9                    |
| Разом    | 87      | 23                 | 49               | 15                   |